# パイルドライヴァー (競走馬)
パイルドライヴァー（Pyledriver、2017年3月14日 - ）は、イギリスの競走馬。主な勝ち鞍は、2021年のコロネーションカップ、2022年のキングジョージVI世&クイーンエリザベスステークス。

## 戦績

### 3歳（2020年）
6月3日のクラシックトライアル（G3）では人気薄ながらベルリンタンゴの2着に好走。次いで出走した6月16日のキングエドワード7世ステークス（G2）では、ジャパンの全弟モーグルが圧倒的1番人気に支持されるなかでパイルドライヴァーは6頭立ての5番人気にとどまったが、レースでは馬群の中を抜け出してアーサーズキングダムに2馬身差をつけて優勝した。
7月4日、英ダービー（G1）に出走。8番人気タイのサーペンタインが大逃げを打って独走のまま優勝した一方で、パイルドライヴァーは11着に大敗した。
8月19日のグレートヴォルティジュールステークス（G2）では1番人気モーグル（3着）らを抑えて優勝、重賞2勝目を挙げた。
9月12日、英セントレジャー（G1）に出走。4番人気に推され、3連勝中のガリレオクロームがバークシャーロッコをクビ差下して優勝するなか、パイルドライヴァーは1番人気の愛ダービー馬サンティアゴに短アタマ差先着して3着に入った。
10月17日、英チャンピオンステークス（G1）に出走したが、アデイブの7着に敗れた。

### 4歳（2021年）
5月1日のジョッキークラブステークス（G2）で始動して2着となった。
6月4日、コロネーションカップ（G1）に出走。1番人気アルアージーとの長い競り合いをクビ差制してG1初勝利を挙げた。
続いてキングジョージ6世&クイーンエリザベスステークスを目標としていたが、トモの筋肉を痛めたため休養。11月13日、香港遠征を見据えてリングフィールド競馬場のチャーチルステークス（L）で復帰し、発走すると2番手追走から直線で抜け出して優勝した。
12月12日、香港ヴァーズ（G1）に出走。現地では2番人気に支持され、発走すると好位から早めに先頭に立って押し切りを図ったが、1番人気グローリーヴェイズに差し切られて2着となった。

### 5歳（2022年）
2月26日にネオムターフカップ（G3）に出走したが、オーソリティが逃げ切りを果たすなかで伸びを欠いたパイルドライヴァーは11着に大敗した。これについてミューア調教師は「14番枠でノーチャンスだった」と指摘している。
3月26日、ドバイシーマクラシック（G1）に出走。主戦騎手ドワイヤーが怪我を負ったため、ドワイヤーの推薦によってランフランコ・デットーリへの乗り替わりとなった。最内の1番枠から発走したレースでは直線で前が詰まるロスもあり、先に抜け出したシャフリヤールの4着に敗れた。ミューア師によれば、デットーリは「間を割っていれば勝っていただろう」と述べたという。
続いて、前年出走出来ずに終わったキングジョージ6世&クイーンエリザベスステークスに出走。6頭立てという少頭数ながら、前年のドバイシーマクラシック勝ち馬ミシュリフ、凱旋門賞馬のトルカータータッソ、本年の愛ダービー馬のウエストオーバーなどタレント揃いとなったこのレースで、最低人気の伏兵扱いを受ける。しかし人気に反発し、好スタートから一時ハナを奪い、その後控えて3番手を追走。最終コーナーを曲がり外目から手応えよく進出、早め先頭から押し切る形となり、最後は外にヨレながら2着トルカータータッソに2と3/4馬身の差をつけ快勝。コロネーションカップ以来のGI制覇となった。

### 6歳（2023年）
6月24日のG2ハードウィックステークスで実戦復帰。道中3番手追走から残り1ハロンで先頭に並び、3頭による叩き合いから抜け出して快勝した。しかし、7月29日のキングジョージ6世&クイーンエリザベスステークスではいいところなく5着に終わった。その後、9月9日のG3セプテンバーステークスに出走予定だったが繋靭帯の損傷が判明したため現役引退を電撃発表した。参戦表明されていた凱旋門賞も見合わせられた。引退後はアイルランドのクールモアスタッドで障害競走用の種牡馬として繋養される予定。

## 競走成績
以下の内容は、Racing Post、JRA-VAN Ver.World、香港ジョッキークラブ、サカブジョッキークラブに基づく。
| 競走日     | 競馬場           | 競走名                      | 格 | 距離（馬場）   | 頭数 | 枠番 | 馬番 | 着順 | タイム   | 着差       | 騎手             | 斤量 | 1着馬（2着馬）       |
| ---------- | ---------------- | --------------------------- | -- | -------------- | ---- | ---- | ---- | ---- | -------- | ---------- | ---------------- | ---- | -------------------- |
| 2019.07.13 | ソールズベリー   | 条件戦                      |    | 芝1390m（良）  | 13   | 7    | 13   | 01着 | R1:27.92 | 3/4馬身    | M.ドワイヤー     | 9-5  | （Great Ambassador） |
| 0000.08.17 | ニューベリー     | デンフォードS               | L  | 芝1400m（重）  | 5    | 5    | 2    | 04着 | -        | 3馬身 1/2  | M.ドワイヤー     | 9-1  | Thunderous           |
| 0000.09.07 | ヘイドック       | アセンダントS               | L  | 芝1630m（重）  | 8    | 8    | 3    | 01着 | R1:45.37 | 1馬身 1/4  | P.J.マクドナルド | 9-2  | （Sound Of Cannons） |
| 0000.09.28 | ニューマーケット | ロイヤルロッジS             | G2 | 芝1600m（良）  | 7    | 3    | 5    | 07着 | -        | 21馬身     | M.ドワイヤー     | 9-0  | Royal Dornoch        |
| 2020.06.03 | ケンプトン       | クラシックトライアル        | G3 | ﾎﾟﾘ2000m（良） | 9    | 11   | 7    | 02着 | -        | 1馬身 1/4  | M.ドワイヤー     | 9-1  | Berlin Tango         |
| 0000.06.16 | アスコット       | キングエドワード7世S        | G2 | 芝2390m（稍）  | 6    | 1    | 5    | 01着 | R2:32.21 | 2馬身      | M.ドワイヤー     | 9-0  | （Arthur's Kingdom） |
| 0000.07.04 | エプソム         | 英ダービー                  | G1 | 芝2410m（良）  | 16   | 3    | 12   | 11着 | -        | 14馬身 1/2 | M.ドワイヤー     | 9-0  | Serpentine           |
| 0000.08.19 | ヨーク           | グレートヴォルティジュールS | G2 | 芝2370m（良）  | 8    | 3    | 1    | 01着 | R2:30.57 | 3馬身 1/2  | M.ドワイヤー     | 9-0  | （Highland Chief）   |
| 0000.09.12 | ドンカスター     | 英セントレジャー            | G1 | 芝2910m（良）  | 11   | 4    | 8    | 03着 | -        | 1馬身 1/4  | M.ドワイヤー     | 9-1  | Galileo Chrome       |
| 0000.10.17 | アスコット       | 英チャンピオンS             | G1 | 芝1990m（重）  | 10   | 4    | 10   | 07着 | -        | 11馬身     | M.ドワイヤー     | 9-5  | Addeybb              |
| 2021.05.01 | ニューマーケット | ジョッキークラブS           | G2 | 芝2400m（良）  | 5    | 2    | 3    | 02着 | -        | 2馬身 1/4  | M.ドワイヤー     | 9-1  | Sir Ron Priestley    |
| 0000.06.04 | エプソム         | コロネーションC             | G1 | 芝2410m（稍）  | 6    | 3    | 5    | 01着 | R2:42.23 | クビ       | M.ドワイヤー     | 9-0  | （Al Aasy）          |
| 0000.11.13 | リングフィールド | チャーチルS                 | L  | AW2000m（良）  | 10   | 3    | 1    | 01着 | R2:04.74 | 1/2馬身    | M.ドワイヤー     | 9-2  | （Harrovian）        |
| 0000.12.12 | シャティン       | 香港ヴァーズ                | G1 | 芝2400m（良）  | 8    | 3    | 1    | 02着 | R2:27.24 | 0.17       | M.ドワイヤー     | 9-0  | Glory Vase           |
| 2022.02.26 | KAA              | ネオムターフC               | G3 | 芝2100m（良）  | 14   | 14   | 9    | 11着 | R2:08.83 | 2.11       | M.ドワイヤー     | 9-0  | Authority            |
| 0000.03.26 | メイダン         | ドバイSC                    | G1 | 芝2410m（良）  | 15   | 1    | 7    | 04着 | -        | 1馬身      | L.デットーリ     | 9-0  | Shahryar             |
| 0000.06.03 | エプソム         | コロネーションC             | G1 | 芝2410m（良）  | 6    | 4    | 6    | 02着 | -        | 4馬身1/4   | L.デットーリ     | 9-2  | Hukum                |
| 0000.07.23 | アスコット       | KGVI&QES                    | G1 | 芝2390m（良）  | 6    | 4    | 3    | 01着 | R2:29.49 | 2馬身3/4   | P.J.マクドナルド | 9-9  | （Torquator Tasso）  |
| 2023.06.24 | アスコット       | ハードウィックS             | G2 | 芝2390m（良）  | 7    | 5    | 6    | 01着 | R2:29.60 | 1馬身1/4   | P.J.マクドナルド | 9-3  | （West Wind Blows）  |
| 0000.07.29 | アスコット       | KGVI&QES                    | G1 | 芝2390m（稍）  | 10   | 6    | 7    | 05着 | -        | 8馬身3/4   | P.J.マクドナルド | 9-9  | Hukum                |

## 血統表
| パイルドライヴァーの血統   | パイルドライヴァーの血統                | パイルドライヴァーの血統                | （血統表の出典）                        | （血統表の出典） |
| 父 Harbour Watch 2009 鹿毛 | 父の父Acclamation 1999 鹿毛             | Royal Applause                          | *ワージブ                               | *ワージブ        |
| 父 Harbour Watch 2009 鹿毛 | 父の父Acclamation 1999 鹿毛             | Royal Applause                          | Flying Melody                           |                  |
| 父 Harbour Watch 2009 鹿毛 | 父の父Acclamation 1999 鹿毛             | Princess Athena                         | Ahonoora                                | Ahonoora         |
| 父 Harbour Watch 2009 鹿毛 | 父の父Acclamation 1999 鹿毛             | Princess Athena                         | Shopping Wise                           |                  |
| 父 Harbour Watch 2009 鹿毛 | 父の母Gorband 1999 栗毛                 | Woodman                                 | Mr Prospector                           | Mr Prospector    |
| 父 Harbour Watch 2009 鹿毛 | 父の母Gorband 1999 栗毛                 | Woodman                                 | *プレイメイト                           |                  |
| 父 Harbour Watch 2009 鹿毛 | 父の母Gorband 1999 栗毛                 | Sheroog                                 | Shareef Dancer                          | Shareef Dancer   |
| 父 Harbour Watch 2009 鹿毛 | 父の母Gorband 1999 栗毛                 | Sheroog                                 | Fall Aspen                              |                  |
| 母 La Pyle 2011 鹿毛       | 母の父Le Havre 2006 鹿毛                | Noverre                                 | Rahy                                    | Rahy             |
| 母 La Pyle 2011 鹿毛       | 母の父Le Havre 2006 鹿毛                | Noverre                                 | *ダンスールファビュルー                 |                  |
| 母 La Pyle 2011 鹿毛       | 母の父Le Havre 2006 鹿毛                | Marie Rheinberg                         | Surako                                  | Surako           |
| 母 La Pyle 2011 鹿毛       | 母の父Le Havre 2006 鹿毛                | Marie Rheinberg                         | Marie d'Argonne                         |                  |
| 母 La Pyle 2011 鹿毛       | 母の母Lidana 2005 鹿毛                  | *キングズベスト                         | Kingmambo                               | Kingmambo        |
| 母 La Pyle 2011 鹿毛       | 母の母Lidana 2005 鹿毛                  | *キングズベスト                         | Allegretta                              |                  |
| 母 La Pyle 2011 鹿毛       | 母の母Lidana 2005 鹿毛                  | Lidakiya                                | Kahyasi                                 | Kahyasi          |
| 母 La Pyle 2011 鹿毛       | 母の母Lidana 2005 鹿毛                  | Lidakiya                                | Lilissa                                 |                  |
| 母系(F-No.)                | (FN:13-c)                               | (FN:13-c)                               | (FN:13-c)                               | [ § 2 ]          |
| 5代内の近親交配            | Mr. Prospector 4×5、Northern Dancer 5×5 | Mr. Prospector 4×5、Northern Dancer 5×5 | Mr. Prospector 4×5、Northern Dancer 5×5 | [ § 3 ]          |
| 出典                       | 1. 2. 3.                                | 1. 2. 3.                                | 1. 2. 3.                                | 1. 2. 3.         |

- 母ラパイルは、ヘレンカリズマ（パリ大賞）の半姉[38]。
- 2代母リダナは、リンガリ（ヴィットーリオ・ディ・カープア賞、バイエルンツフトレネン）の半妹[39]。
- 3代母リダキヤは、リヴァディヤ（タタソールズ金杯2着）の半妹[40]。